# Elecciones generales de Anguila de 1976
Elecciones generales tuverion lugar en Anguilla el 15 de marzo de 1976. El resultado fue una victoria para el Partido Popular Progresista, el cual ganó seis de los siete escaños en la asamblea.

## Resultados
| Partido                     | Votos | % | Escaños |
| --------------------------- | ----- | - | ------- |
| Partido Popular Progresista |       |   | 6       |
| Independientes              |       |   | 1       |
| Total                       |       |   | 7       |
| Fuente: The Anguillan       |       |   |         |